# Dione glycera
Dione glycera är en fjärilsart som beskrevs av Felder 1861. Dione glycera ingår i släktet Dione och familjen praktfjärilar. Inga underarter finns listade i Catalogue of Life.